# سفر محمد خاتمی به ایتالیا
سفر سه روزه محمد خاتمی به ایتالیا با دعوت رسمی دولت ایتالیا‌ به‌عنوان اولین سفر یک مقام بلندپایه ایرانی به کشورهای مرکزی و جنوبی اروپا، پس از انقلاب ۵۷، در تاریخ ۱۸ اسفند ماه سال ۱۳۷۷، آغاز شد. ایتالیا از شرکای مهم  تجاری ایران و کشور ایران نیز سومین تأمین‌کننده‌ی نفت ایتالیا پس از کشورهای عربستان سعودی و لیبی بود.
سفر خاتمی، شروع دور جدیدی از مناسبات میان ایران و اتحادیه اروپا تلقی شد. وی در این سفر نشان طلایی شهر رم را از فرانچسکو روتلی، شهردار رم دریافت کرد. سفر بعدی محمد خاتمی، در اکتبر سال ۱۹۹۹ (مهر ۱۳۷۸) به فرانسه بود.

## اهداف سفر
خاتمی به جز نخست‌وزیر ایتالیا، با پاپ ژان پل دوم رهبر کاتولیک‌ها و همچنین رئیس‌جمهور و روسای مجالس سنا و نمایندگان نیز دیدار کرد.
امضای یک یادداشت تفاهم پیرامون مبارزه با مواد مخدر، یادداشت همکاری‌های علمی و فنی و یادداشت همکاری‌های دوجانبه و یک جانبه از برنامه‌های سفر وی بود.

## دیدارها و سخنرانی‌ها
آثار سخنرانی خاتمی در سازمان ملل متحد و ارائه طرح گفتگوی تمدن‌ها بر روابط خارجی ایران اثرگذار بود. این راهبرد در برابر برنامه «صدور انقلاب» که در روزهای نخست انقلاب ازسوی روح‌الله خمینی ارائه گردید و سیاست خارجی ایدئولوژیک ایران، قرار داشت. گفتگوی تمدن‌ها زمینه‌ای برای گفتگو میان ایران و غرب گردید. و در بیشتر دیدارهای مهم مورد اشاره رهبران قرار گرفت.
اسکار لوییجی اسکالفارو رئیس‌جمهور وقت ایتالیا نیز در دیدار با خاتمی به همین موضوع اشاره داشت و ضمن ابراز شادمانی از سفر هیئت ایرانی به کشورش گفت:
گفتگو بر اساس دین می‌تواند  نتایج خوبی داشته باشد. بار اصلی گفتگوی تمدن‌ها بر دوش کسانی است که از غنای فرهنگی و تاریخی برخوردارند.
خاتمی با ماسیمو دالما نخست‌وزیر، نیکولا منچینو رئیس مجلس سنای ایتالیا و ژاک دیوف رئیس سازمان خواربار جهانی فائو نیز دیدار داشت.
خاتمی در دیدار با پاپ بر گفتگوی اسلام و مسیحیت برای عرضه زندگی بهتر به بشریت تأکید کرد. وی گفت:
 محتوی پیام حضرت مسیح محبت است. اگر بشریت غربی در داخل بر فاشیسم و دیکتاتوری پرولتاریا غلبه کرده‌است، ولی در سطح جهانی روابط بین‌المللی دیکتاتوری و تبعیض وجود دارد؛ لذا برای رسیدن به صلح پایدار باید بی‌عدالتی از جهان برود و ادیان الهی پیشتاز تحقق دعوت به عدالت و تحقق آن باشند.
خاتمی درباره اسرائیل گفت: «ما در طول تاریخ صدای توحید ابراهیمی، صلابت موسوی، محبت عیسوی، و عدالت محمدی را از قدس می‌شنویم، بنابراین نباید این مکان مقدس به مرکز نژادپرستی و انگاره‌های صهیونیستی تبدیل شود.»
پاپ و محمد خاتمی در این دیدار هدایایی به یکدیگر دادند. پاپ قابی با نقوش حکاکی شده به خاتمی اهدا کرد. خاتمی نیز یک جلد «دیوان حافظ»، یک «قالیچه نفیس ایرانی قاب شده با نقش میدان سن مارکو واقع در شهر ونیز ایتالیا» و مجموعه کامل سریال «مردان آنجلس» (داستان اصحاب کهف) در شش نوار ویدئویی (VHS) را به وی، اهدا کرد.

## برایندها
این سفر در شرایطی انجام شد که سقوط قیمت نفت دولت را به شدت زیر فشار گذاشته و بیش از پیش به سوی گرایش به سرمایه‌گذاری خارجی هدایت کرد.
به گفته وزیر صنایع ایران توافقاتی با شرکت‌های ایتالیایی به ارزش دو میلیارد دلار برای سرمایه‌گذاری در ایران انجام شده‌است از جمله:
- گسترش نیروگاه بندرعباس، فروش ۳۰ توربین گازی و انتقال فناوری به ایران به ارزش یک میلیارد دلار ازسوی شرکت آنسالدو.
- طرح گسترش فولاد مبارکه به ارزش ۲۵۰ میلیون دلار.
- آمادگی شرکت نفت ایتالیا (آنی) برای سرمایه‌گذاری در صنعت نفت ایران به ارزش سه میلیارد دلار.
- توافق ورود ۲۵۰۰ کامیون بار به ایتالیا و دو سفر در هفته توسط ایتالیا .
- معاون بنیاد مستضعفان و جانبازان گفت که سفر خاتمی به ایتالیا درخواست اروپائیان برای بازدید از ایران را سه برابر کرده‌است.

## بازتاب‌ها
سی‌ان‌ان سفر خاتمی به ایتالیا را تاریخی و دعوتی به گفتگو خواند. دیدار خاتمی که ریاست سازمان کنفرانس اسلامی را نیز بر عهده داشت با پاپ رهبر کاتولیک‌ها این دیدار را به گفتگوی میان اسلام و مسیحیت تعبیر کرد. این دیدار در کانون توجه رسانه‌های جهانی قرار گرفت از جمله روزنامه‌ی واشینگتن پست نوشت:"صحنه‌ای که در آن پاپ به خاتمی و هیئت بلندپایه همراه از جمله سه روحانی مُعمَّم خوش‌آمد گفت بسیار تماشایی بود." بیشتر رسانه‌ها نیز این سفر را مورد توجه قرار داده و درعین به نقل از سازمانهای حقوق بشر تأکید کردند که انتظار از دولت خاتمی بیش از روند کند کنونی بوده‌است.

## جنجال‌ها
همزمان با سفر خاتمی، سازمان مجاهدین خلق ایران تجمعات اعتراض‌آمیزی را در رم برگزار کرد. تلاش‌ها و تحرکات این سازمان سبب شد تا سفر خاتمی در فضای شدید امنیتی انجام گیرد. همزمان با این سفر دانشگاه تورین نیز از سلمان رشدی دعوت کرده و به وی لیسانس افتخاری اعطا کرد. لامبرتو دینی وزیر خارجه ایتالیا در نامه به خرازی این همزمانی را تصادفی و اقدام دانشگاه تورین را جدای از دولت خواند و از این همزمانی ابراز تاسف کرد.
همچنین در این سفر خاتمی در زمان بازدید از آثار تاریخی شهر رم اقدام به دست دادن با چند زن گردشگر خارجی نمود که واکنش‌های گوناگونِ بسیاری را در ایران برانگیخت.